# Daviesia wyattiana
Daviesia wyattiana är en ärtväxtart som beskrevs av Jacob Whitman Bailey. Daviesia wyattiana ingår i släktet Daviesia, och familjen ärtväxter. Inga underarter finns listade i Catalogue of Life.